# Жумискер (Атирауська міська адміністрація)
Жумиске́р (каз. Жұмыскер) — колишнє село у складі Атирауської міської адміністрації Атирауської області Казахстану. Адміністративний центр Жумискерського сільського округу.
Населення — 9498 осіб (2009; 4702 в 1999).
До 2013 року село мало статус міського селища. У 2018 році було ліквідоване та приєднане до міста Атирау.